# روي باول (لاعب دوري الرغبي)
روي باول (بالإنجليزية: Roy Powell)‏ هو لاعب دوري الرغبي بريطاني، ولد في 30 أبريل 1965 في Dewsbury ‏ في المملكة المتحدة، وتوفي في 27 ديسمبر 1998 في روتشديل في المملكة المتحدة.